# Frank Frost Abbott
Frank Frost Abbott (* 27. März 1860 in Redding (Connecticut); † 23. Juli 1924 in Montreux) war ein US-amerikanischer Klassischer Philologe.

## Leben
Frank Frost Abbott war der Sohn von Thaddeus Marvin Abbott und der aus New York City stammenden Mary Jane, geb. Frost. Sein Vater war ein Großgrundbesitzer, Nachlassrichter in Redding, Connecticut, Diakon der Gemeindekirche und auch politisch tätig. Abbott studierte an der Yale University und erlangte dort 1882 den Titel eines  Bachelor of Arts. Anschließend lehrte er an dieser Hochschule als Tutor Lateinische Literatur und Sprache. Am 21. Juni 1888 heiratete er Jane Harrison, die von frühen Siedlern in Connecticut abstammte. Von 1888 bis 1889 vertiefte er seine Studien an den Universitäten zu Berlin, Bonn und Rom. Nach seiner Rückkehr wurde er 1891 in Yale mit einer Dissertation über umgangssprachliches Latein bei Cicero promoviert.
Noch im selben Jahr wechselte Abbott als außerordentlicher Professor für Latein (Associate Professor of Latin) an die neu gegründete University of Chicago, deren Lehrpläne und Politik er maßgeblich mitbestimmte. 1894 erhielt er die ordentliche Professur (Full Professor) für Latein an derselben Hochschule. Von 1901 bis 1902 lehrte er Latein an der American School of Classical Studies in Rome. 1908 wechselte er als Kennedy Professor of Latin an die Princeton University, wo er bis zu seinem Tod lehrte. Von 1917 bis 1918 war er Präsident der American Philological Association.
Abbott war ein großer, schlanker, dunkelhaariger Mann mit Schnurrbart. Er laborierte lange Zeit an einem Lungenleiden und konnte deshalb u. a. ein Jahr lang nicht seiner Lehrverpflichtung in Chicago nachkommen, doch ertrug er die Krankheit geduldig. Ferner war er ein Bücher- und Kunstfreund. Charakterlich wird er als humorvoll und stets freundlich auftretend beschrieben.
Abbotts Forschungsschwerpunkt war die lateinische Literatur und Sprache. Er verfasste zahlreiche Aufsätze und Monografien, darunter auch vielfach verwendete Handbücher zur römischen Antike. Häufig wandte er sich mit seinen Werken nicht nur an Fachgelehrte, sondern auch an einen breiteren Leserkreis. Ferner übersetzte er Alberico Gentilis Hispanicae Advocationis Libri duo aus dem Lateinischen. Auch fungierte er als Mitherausgeber der wissenschaftlichen Zeitschrift Classical Philology.

## Schriften
- Selected Letters of Cicero. Edited with Introduction and Notes. Ginn & Company, Boston MA u. a. 1897, (Digitalisat).
- A History and Description of Roman Political Institutions. Ginn & Company, Boston MA u. a. 1901, (Digitalisat).
- The Use of Repetition in Latin to Secure Emphasis, Intensity, and Distinctness of Impression. In: The University of Chicago. Studies in Classical Philology. Band 3, 1902, ZDB-ID 280804-3, S. 67–87.
- The Toledo Manuscript of the Germania of Tacitus, with Notes on a Pliny Manuscript. In: The University of Chicago. The Decennial Publications. Serie 1, Band 6, 1903, ZDB-ID 978552-8, S. 217–258, (Digitalisat).
- A Short History of Rome. Scott, Foresman and Company, Chicago IL u. a. 1906, (Digitalisat).
- Society and Politics in Ancient Rome. Essays and Sketches. Scribner’s Sons, New York NY 1909, (Digitalisat).
- The Common People of Ancient Rome. Studies of Roman Life and Literature. Scribner’s Sons, New York NY 1911, (Digitalisat).
- Alberico Gentili: Hispanicae Advocationis Libri Dvo. 2 Bände. Oxford University Press, New York NY 1921;
  - Band 1: The Photographic Reproduction of the Edition of 1661 (= The Classics of International Law. 9, 1, ZDB-ID 437178-1). 1921, (Digitalisat);
  - Band 2: The Translation (= The Classics of International Law. 9, 2). 1921, (Digitalisat).
- Roman Politics. Marshall Jones Company, Boston MA 1923, (Digitalisat).
- mit Allan Chester Johnson: Municipal Administration in the Roman Empire. Princeton University Press, Princeton NJ 1926, (postum; Digitalisat).